# Трес-Короас
Трес-Короас (порт. Três Coroas)  —  муниципалитет в Бразилии, входит в штат Риу-Гранди-ду-Сул. Составная часть мезорегиона Агломерация Порту-Алегри. Входит в экономико-статистический  микрорегион Грамаду-Канела. Население составляет 22 640 человек на 2006 год. Занимает площадь 185,535 км². Плотность населения — 122,0 чел./км².
Праздник города —  12 мая.

## История
Город основан 12 мая 1959 года.

## Статистика
- Валовой внутренний продукт на 2003 составляет 276.636.331,00 реалов (данные: Бразильский институт географии и статистики).
- Валовой внутренний продукт на душу населения на 2003 составляет 13.068,61 реалов (данные: Бразильский институт географии и статистики).
- Индекс развития человеческого потенциала на 2000 составляет 0,802 (данные: Программа развития ООН).

## География

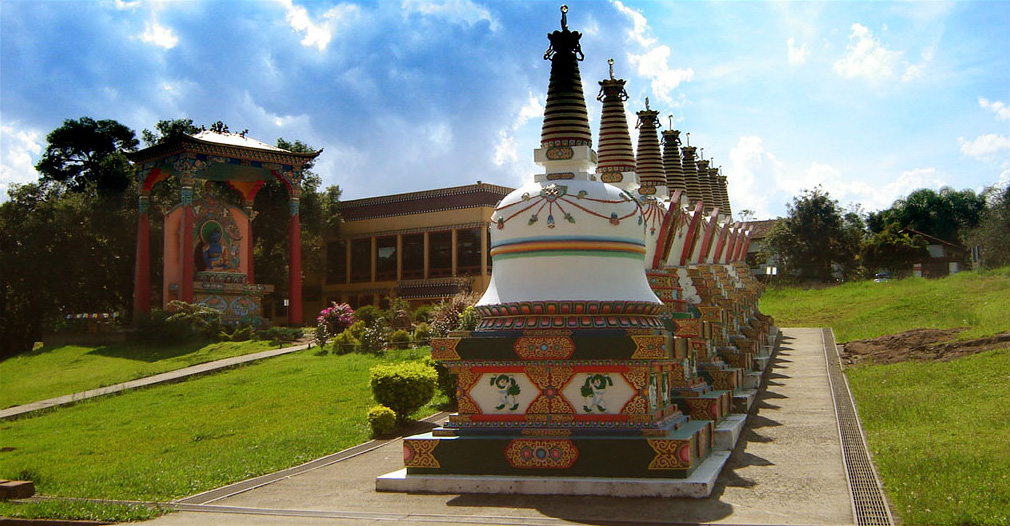

Климат местности: субтропический.